# Représentativité syndicale
Dans certains pays, la loi définit des syndicats qui sont considérés comme représentatifs et leur confère certaines prérogatives. Cette notion s'entend en des sens différents selon les pays.

## Notion
Selon Le Petit Robert, la représentativité est le caractère d'une personne qui a qualité pour parler ou agir au nom d'une autre.
La difficulté de l'appréciation de cette représentativité dans le monde du travail est qu'il n'y a pas de mandat exprès de la part de la collectivité de travail ou de chaque salarié.

## France

### Secteur privé

#### Critères de représentativité
La représentativité d'un syndicat résulte de sept critères (articles L2121-1 et suivants du Code du travail)
- Le respect des valeurs républicaines ;
- L'indépendance ;
- La transparence financière ;
- Une ancienneté minimale de deux ans dans le champ professionnel et géographique couvrant le niveau de négociation. Cette ancienneté s'apprécie à compter de la date de dépôt légal des statuts ;
- L'audience établie selon les niveaux de négociation conformément aux articles L 2122-1, L 2122-6 et L 2122-9 ;
- L'influence, prioritairement caractérisée par l'activité et l'expérience ;
- Les effectifs d'adhérents et les cotisations.

La représentativité peut être contestée devant le Tribunal Judiciaire.
Depuis l'adoption de la loi n° 2008-789 du 20 août 2008, consacrée en partie à la représentativité syndicale dans le secteur privé, tous les syndicats du secteur privé (y compris ceux qui ne sont pas représentatifs sur le plan national ou dans la branche d'industrie concernée) peuvent déclarer une section syndicale et désigner un représentant de cette section.
Les organisations syndicales suivantes bénéficient d'une représentativité au niveau national interprofessionnel :
- Confédération générale du travail (CGT)
- Force ouvrière (CGT-FO dite FO)
- Confédération française démocratique du travail (CFDT)
- Confédération française des travailleurs chrétiens (CFTC)
- Confédération française de l'encadrement - Confédération générale des cadres (CFE-CGC)

Si elles remplissent les critères indiqués ci-dessus, d'autres organisations peuvent être reconnues comme représentatives au niveau d'une entreprise ou d'une branche d'activité.

### Fonction publique

#### Critères de représentativité
La représentativité est constatée d'après les élections dans les différentes instances de représentation du personnel: Commission administrative paritaire (CAP), Comité technique paritaire (CTP).
Loi n° 2008-789 du 20 août 2008 JORF du 21 août 2008 art. 11 V : Pour son application à la fonction publique, l'article L2121-1 du code du travail reste en vigueur dans sa rédaction antérieure à l'entrée en vigueur de la présente loi jusqu'à l'intervention de dispositions législatives tenant compte de sa spécificité (date de fin de vigueur indéterminée).

#### Syndicats représentatifs
Les organisations syndicales suivantes bénéficient d'une représentativité à l'un au moins des 3 Conseils supérieurs de la fonction publique (CSFPE, CSFPT, CSFPH) :
- Union générale des fédérations de fonctionnaires de la CGT (UGFF-CGT)
- Fédération générale des fonctionnaires - Force ouvrière (FGF-FO)
- Fédération CFTC des Fonctionnaires et Agents de l'Etat (CFTC-FAE)
- Union des fédérations des fonctions publiques et assimilés de la CFDT (Uffa CFDT)
- Fédération générale autonome des fonctionnaires (FGAF) - dont le SA-FPT au CSFPT, et l'UFAS au CSFPH
- Fédération autonome de la fonction publique (FA-FP) - dont le FA-FPT et le FA-FPH.
- Union Fédérale des Cadres des Fonctions Publiques - CFE-CGC (UFCFP)
- Union nationale des syndicats autonomes - Fonction publique (UNSA-FP)
- Fédération syndicale unitaire (FSU)
- Union syndicale Solidaires (SUD)

## Belgique
La loi du 5 décembre 1968 détermine les critères de représentativité des organisations de salariés et d'employeurs.
Sont considérées comme organisations représentatives:
1. les organisations interprofessionnelles de travailleurs et d'employeurs constituées sur le plan national et représentées au Conseil central de l'économie et au Conseil national du travail. Les premières doivent, en outre, compter au moins 125 000 membres;
2. les organisations professionnelles affiliées à ou faisant partie des précédentes;
3. les organisations professionnelles d'employeurs qui sont, dans une branche d'activité déterminée, déclarées représentatives par le Roi, sur avis du Conseil national du travail.

Le texte comporte également des dispositions sur la représentativité des organisations patronales dans les petites entreprises, microentreprises, professions libérales et intellectuelles.

### Syndicats de salariés bénéficiant de cette représentativité
Trois organisations interprofessionnelles de travailleurs sont représentées au Conseil national du travail :
- Centrale générale des syndicats libéraux de Belgique
- Confédération des syndicats chrétiens
- Fédération générale du travail de Belgique

### Prérogatives
Aux différents niveaux de négociation, la représentativité permet de conclure des conventions collectives de travail (CCT):
- au sein d'un organe paritaire:

1. Les organisations siégeant au Conseil national du travail, ont le pouvoir de conclure des CCT soit pour l'ensemble des secteurs d'activités économiques (CCT intersectorielles), soit pour l'un de ces secteurs dans des cas spécifiques;
2. Dans chaque secteur d'activité où une Commission paritaire est instituée, les organisations représentées peuvent conclure des CCT sectorielles;

- en dehors d'un organe paritaire: Dans les entreprises, les organisations affiliées aux organisations interprofessionnelles reconnues représentatives peuvent signer des CTT d'entreprise[5].